# Эрге-Габерик
Эрге-Габерик (фр. Ergué-Gabéric) — коммуна на северо-западе Франции, находится в регионе Бретань, департамент Финистер, округ Кемпер, кантон Фуэнан. Пригород Кемпера, расположен в 6 км к востоку от центра города. Через территорию коммуны проходит национальная автомагистраль N165.
Население (2019) — 8 434 человека.

## Достопримечательности
- Готическая приходская церковь Святого Гвенаэля XVI-XVII века; освящена в честь бретонского святого, уроженца Эрге-Габерика
- Часовня Нотр-Дам XV-XVIII века

## Экономика
Структура занятости населения:
- сельское хозяйство — 1,3 %
- промышленность — 31,2 %
- строительство — 9,4 %
- торговля, транспорт и сфера услуг — 37,9 %
- государственные и муниципальные службы — 20,1 %

Уровень безработицы (2018) — 8,3 % (Франция в целом —  13,4 %, департамент Финистер — 12,1 %). 

Среднегодовой доход на 1 человека, евро (2018) — 23 550 (Франция в целом — 21 730, департамент Финистер — 21 970).

## Демография
Динамика численности населения, чел.

## Администрация
Пост мэра Эрге-Габерика с 2008 года занимает Эрве Эрри (Hervé Herry).  На муниципальных выборах 2020 года возглавляемый им правый блок победил во 2-м туре, получив 46,60 % голосов (из трех блоков).
| Период | Период | Фамилия         | Партия                                           | Примечания           |
| ------ | ------ | --------------- | ------------------------------------------------ | -------------------- |
| 1959   | 1977   | Жан-Мари Пюэш   | Объединение в поддержку республики               | фермер               |
| 1977   | 1983   | Пьер Фошер      | Социалистическая партия                          | учитель              |
| 1983   | 1989   | Жан Ле Рет      | Разные правые Объединение в поддержку Республики | чиновник             |
| 1989   | 2001   | Пьер Фошер      | Социалистическая партия                          | учитель              |
| 2001   | 2008   | Жан-Пьер Юитрик | Социалистическая партия                          | медицинский работник |
| 2008   |        | Эрве Эрри       | Разные правые                                    | ресторатор           |

## Города-побратимы
- Бьюд, Великобритания
- Синте-Мерия, Румыния

## Галерея

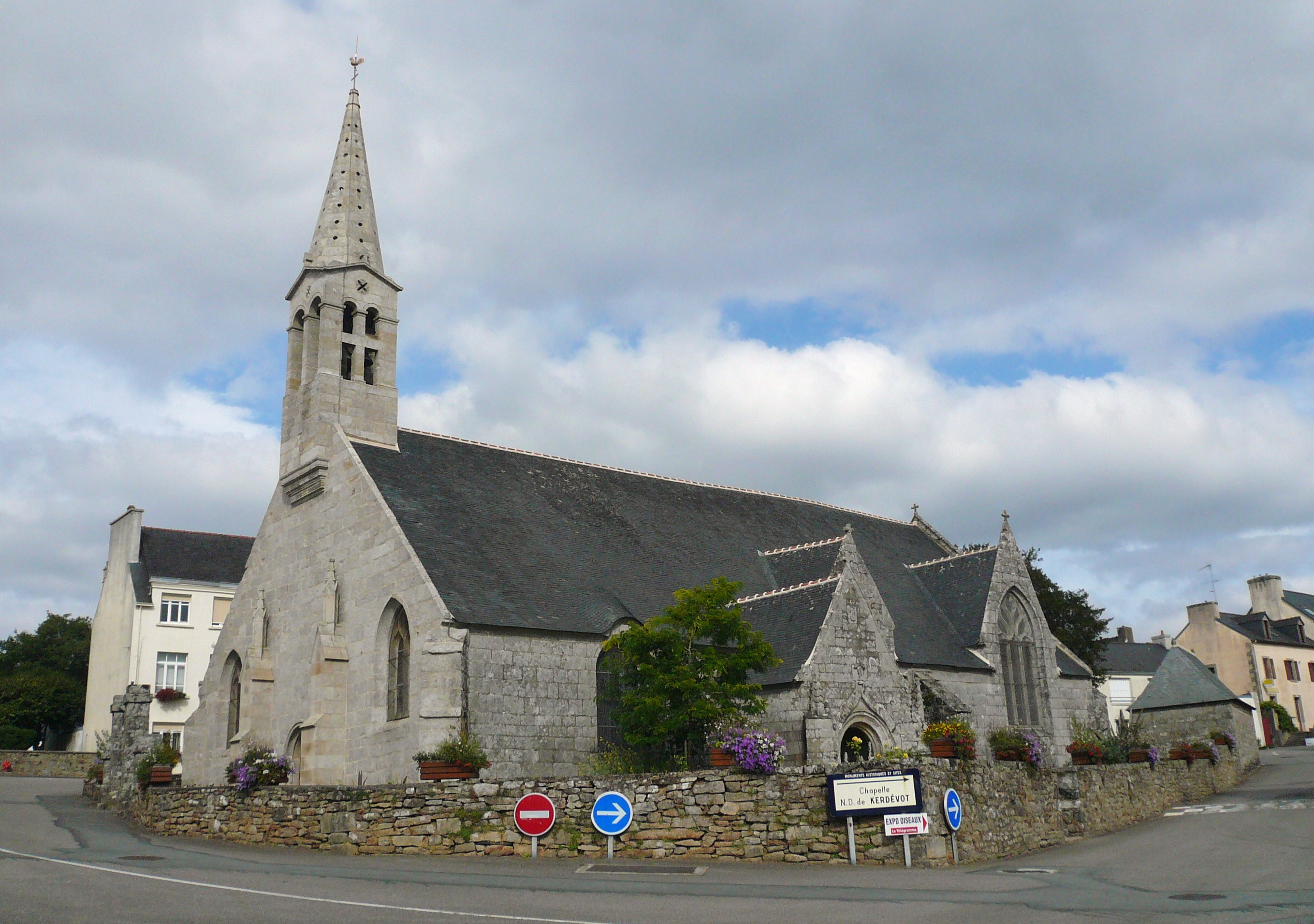
Церковь Святого Гвенаэля
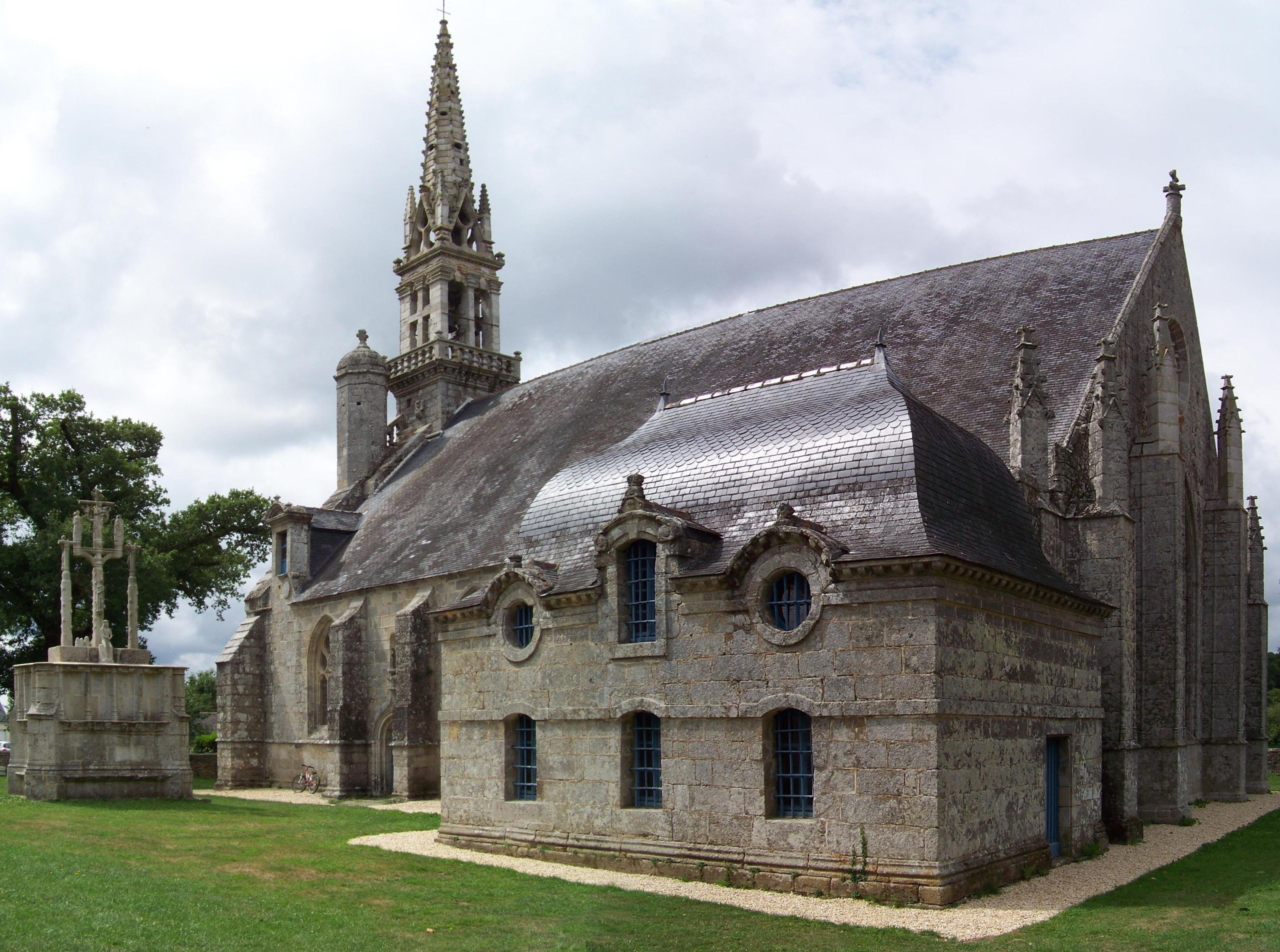
Часовня Нотр-Дам